# Otto Eiser

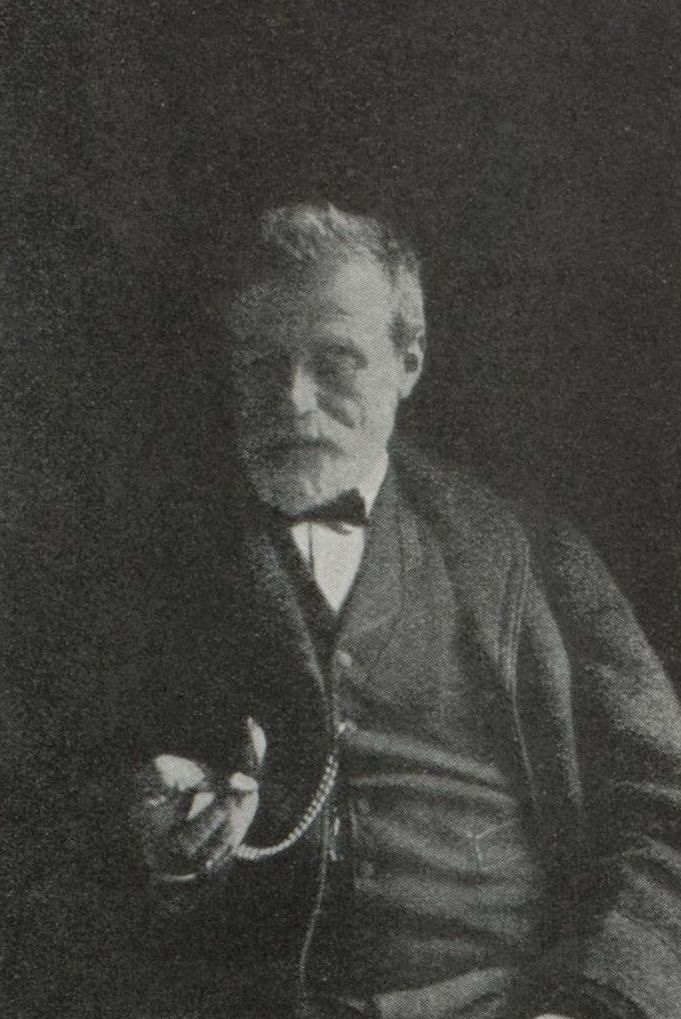
Otto Eiser

Otto Heinrich Eiser (* 29. Oktober 1834 in Frankfurt am Main; † 27. April 1898 in Freiburg im Breisgau) war ein deutscher Arzt und Schriftsteller. 

## Leben
Als Sohn eines praktischen Arztes geboren, studierte Eiser Medizin in Marburg und Berlin. Während seines Studiums wurde er 1852 Mitglied der Alten Marburger Burschenschaft Germania. 1855 wurde er in Berlin zum Dr. med. promoviert.
Eiser arbeitete als Assistenzarzt in Würzburg, bevor er 1856 praktischer Arzt in Frankfurt am Main wurde.
Er galt als Kunstkenner und schätzte die Literatur und bildende Kunst, die er bis zu seinem Lebensende förderte. Eiser wurde Leibarzt von Richard Wagner. 1877 gründete er in Frankfurt einen Wagner-Verein. Er förderte den Maler Hans Thoma, dessen Hausarzt er war, und dem er Porträt-Aufträge vermittelte. Eiser unterhielt zahlreiche Briefwechsel, unter anderem mit Fritz Reuter, Friedrich Nietzsche und Otto Julius Bierbaum. 1897 ging er in den Ruhestand und verstarb im Jahr darauf.
Seine Frau war Sophie Eiser.

## Veröffentlichungen (Auswahl)
- Sanguinis circulationis historia. Dissertation. Schade, Berlin 1855.
- Andeutungen über Wagners Beziehung zu Schopenhauer und zur Grundidee des Christenthums ... Schmeitzner i. Komm., Chemnitz 1878.
- Richard Wagners "Der Ring des Nibelungen" ein exegetischer Versuch. Schmeitzner, Chemnitz 1879.